# تصاحب معکوس
تصاحب معکوس، (به انگلیسی: Reverse takeover) به استراتژی گویند، که برخی شرکت‌ها به دلیل نداشتن شرایط کافی برای پذیرفته شدن در بورس، از طریق قانونی استفاده می‌کنند. در این روش که نوعی تصاحب خصمانه است، یک شرکت متقاضی برای پذیرفته شدن در بورس، در فرایند فروش اولیه سهام، یک شرکت سهامی عام را خریداری می‌کند، که در فهرست شرکت‌های پذیرفته شده در بورس می‌باشد.
این روش، یعنی خریداری شرکت پذیرفته شده در بورس، یکی از روش‌های کم‌هزینه، برای تبدیل شدن یک شرکت سهامی خاص به شرکت سهامی عام، سپس ورود به فهرست شرکت‌های پذیرفته شده در بورس می‌باشد.
در برخی مواقع شرکت خریدار بنحوی با شرکت خریداری شده، ادغام می‌شود، که هر دو به‌طور جداگانه ولی زیر یک چتر، به فعالیت خود ادامه دهند. ابن روش به نام‌های مختلف از جمله تصاحب معکوس، پذیره‌نویسی بالعکس و ادغام معکوس نیز شناخته می‌شود. تصاحب معکوس بیانگر ضعف در شرکت خریداری شده می‌باشد و باید به عنوان زنگ خطری برای صاحبان شرکت قلمداد گردد.
در ۹ ژوئن ۲۰۱۱، کمیسیون بورس و اوراق بهادار آمریکا بولتنی برای سرمایه گذاران منتشر کرد که در آن به سرمایه گذاران در مورد سرمایه‌گذاری در تصاحب معکوس هشدار داد و اظهار داشت که ممکن است مستعد تقلب و سایر سوء استفاده باشد.

## نمونه تصاحب معکوس‌های انجام شده
- شرکت خودروسازی ریو موتور (که تنها دارایی آن انتقال زیان مالیاتی بود)، که به منزله تصاحب معکوس «خصمانه» بود، توسط سهامداران مخالف مجبور به خرید یک شرکت سهامی عام کوچک به نام مشاوران هسته ای شد. در نهایت این شرکت به نیوکور امروزی تبدیل شد.
- آئروسپاسیال توسط ماترا با هدف عمومی کردن شرکت دولتی سابق خریداری شد تا ایرباس را تشکیل دهد.
- شرکت بازی آتاری توسط جی‌اس استورج خریداری شد.[۸]
- تی-موبایل یواس که در آن زمان T-Mobile USA, Inc. نامیده می‌شد MetroPCS را خریداری کرد و پس از تکمیل ادغام نام شرکت را به T-Mobile US تغییر داد و تجارت در بورس نیویورک را با نام TMUS آغاز کرد.
- زمانی که وی‌ام‌ویر توسط دل خریداری شد، یک ادغام معکوس انجام شد تا دومی به عنوان یک شرکت سهامی عام به بازار سهام بازگردد.[۹]